# Chaâbane Merzekane
Chaâbane Merzekane (arab. ‏شعبان مرزقان‎; ur. 8 marca 1959 w Algierze) – algierski piłkarz występujący na pozycji obrońcy. Uczestnik Mistrzostw Świata 1982.

## Kariera klubowa
Podczas Mistrzostw Świata 1982 reprezentował barwy klubu NA Hussein Dey. Później występował również w MC Algier.

## Kariera reprezentacyjna
Chaabane Merzekane występował w reprezentacji Algierii w latach osiemdziesiątych.
W 1980 roku Chaabane Merzekane uczestniczył w Igrzyskach Olimpijskich w Moskwie. W turnieju piłkarskim wystąpił we wszystkich meczach grupowych oraz przegranym 0-3 spotkaniu ćwierćfinałowym z reprezentacją Jugosławii.
W tym samym roku Merzekane zdobył z reprezentacją wicemistrzostwo Afryki, przegrywając jedynie w finale z reprezentacją Nigerii.
Z reprezentacją Algierii uczestniczył w zwycięskich eliminacjach do Mistrzostw Świata 1982.
Na Mundialu był wystąpił we wszystkich trzech meczach grupowych z: reprezentację RFN 2-1, reprezentacją Austrii 0-2 oraz z reprezentacją Chile 3-2.
Później uczestniczył w zwycięskich eliminacjach Mistrzostw Świata 1986, 
na Mundial jednak nie pojechał.